# Человек в футляре (скульптурная композиция)
«Челове́к в футля́ре» — скульптурная композиция в Таганроге, созданная скульптором Давидом Бегаловым по мотивам одноимённого рассказа А. П. Чехова.
Композиция иллюстрирует рассказ, изображая жалкого, пытающегося укрыться не то от дождя и ветра, не то от своих мук и страхов учителя Беликова. Установлена перед фасадом левого крыла Таганрогской мужской классической гимназии, в которой учился Антон Чехов и работал один из прообразов Беликова, «человека в футляре».
Точный прототип Беликова неизвестен. Некоторые современники (в том числе В. Г. Богораз и М. П. Чехов) считали, что прототипом «человека в футляре» был учитель древнегреческого языка и инспектор таганрогской гимназии А. Ф. Дьяконов, другие же описывали черты характера Дьяконова, опровергающие мнение первых. Так, П. П. Филевский отмечал щедрость Дьяконова и писал: «Я же положительно утверждаю, что между „Человеком в футляре“ и А. Ф. Дьяконовым ничего общего нет и в этом произведении А. П. Чехова никакого местного колорита найти нельзя».
Затраты муниципального бюджета на изготовление скульптуры и её установку составили 723 802 рубля. Памятник является муниципальной собственностью.
Nikita Efremonich

## История создания
В преддверии чеховского юбилея городской администрацией был проведён конкурс на создание данной скульптуры, в котором победил Давид Бегалов. Памятник был торжественно открыт 27 января 2010 года, в ходе мероприятий, посвящённых 150-летию А. П. Чехова.